# Komunitní rada Manhattanu 5

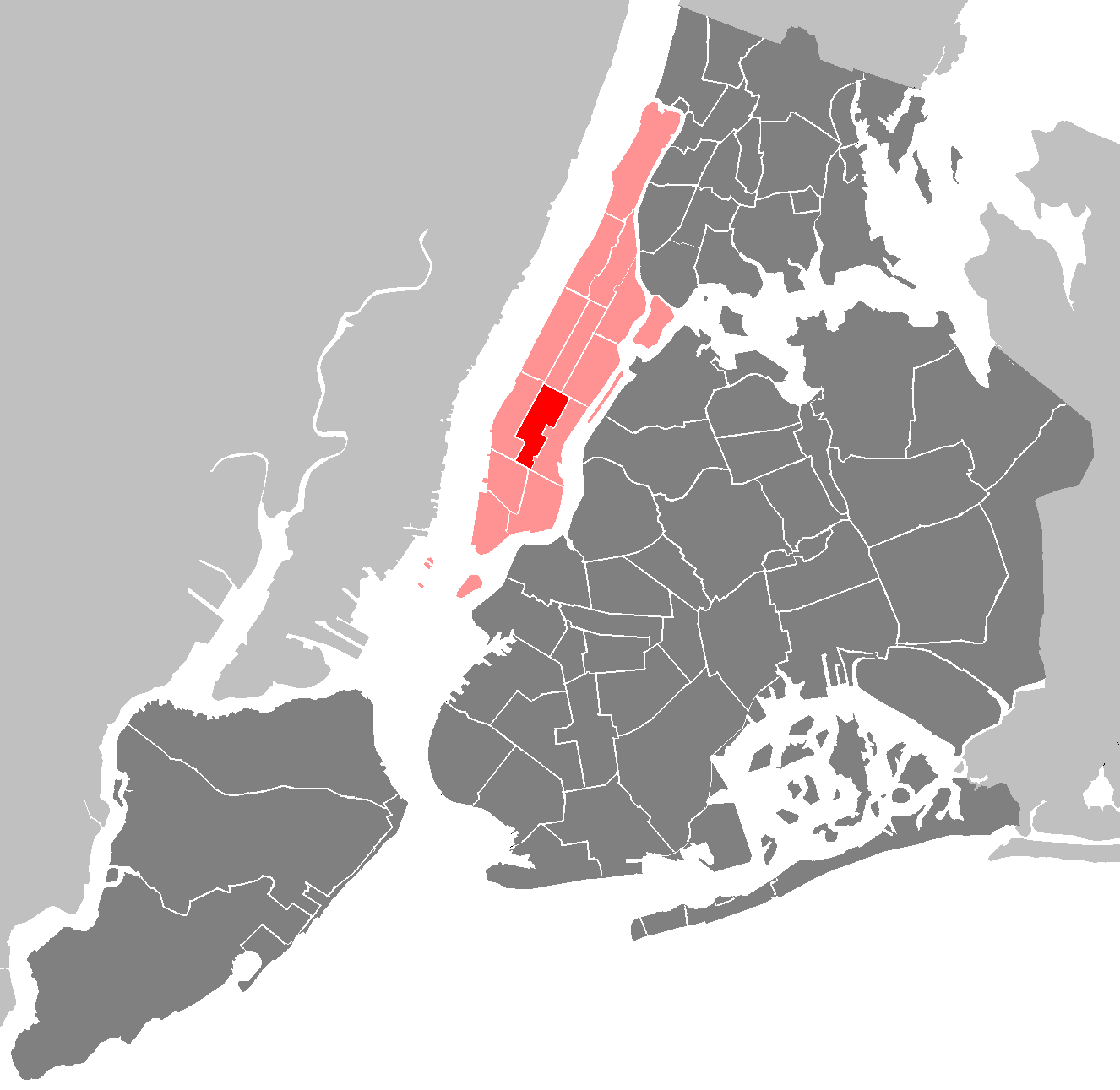
Poloha na Manhattanu

Komunitní rada Manhattanu 5 (Manhattan Community Board 5) je jednou z komunitních rad na newyorském Manhattanu.
Na východě je ohraničena Lexington Avenue, 40. ulicí, Madison Avenue, 34. ulicí, znovu Lexington Avenue, Gramercy Parkem a Irving Place. Na jihu 14. ulicí, na západě Avenue of the Americas, 26. ulicí a 8. Avenue. Na severu Central Park a 59. ulicí. Současným předsedou je David Diamond a správcem Gary Parker.